# Henri Bréau
Henri Bréau (ur. 10 czerwca 1900 w Saint-Pierre-d’Oléron, zm. 11 grudnia 1969 w La Rochelle) – francuski kolarz torowy, srebrny medalista mistrzostw świata.

## Kariera
Największy sukces w karierze Henri Bréau osiągnął w 1928 roku, kiedy zdobył srebrny medal w wyścigu ze startu zatrzymanego podczas mistrzostw świata w Budapeszcie. W zawodach tych wyprzedził go jedynie Niemiec Walter Sawall, a trzecie miejsce zajął Belg Victor Linart. Był to jedyny medal wywalczony przez Bréau na międzynarodowej imprezie tej rangi. W tym samym roku zdobył brązowy medal mistrzostw kraju. Nigdy nie wystartował na igrzyskach olimpijskich.